# Nicolas Seiwald
Nicolas Seiwald (sinh ngày 4 tháng 5 năm 2001) là một cầu thủ bóng đá chuyên nghiệp người Áo thi đấu ở vị trí tiền vệ phòng ngự cho câu lạc bộ RB Leipzig tại Bundesliga và đội tuyển quốc gia Áo.